# Colletes collaris
Colletes collaris är en biart som beskrevs av Dours 1872. Colletes collaris ingår i släktet sidenbin, och familjen korttungebin. Inga underarter finns listade i Catalogue of Life.